# Zadrkovec
Zadrkovec is een plaats in de gemeente Sveti Ivan Zelina in de Kroatische provincie Zagreb. De plaats telt 196 inwoners (2001).